# Barcelona (песня)
«Barcelona» — песня дуэта, состоявшего из вокалиста британской рок-группы Queen Фредди Меркьюри и испанской оперной певицы Монтсеррат Кабалье. В 1987 году была издана отдельным синглом. Через год вошла в совместный альбом Меркьюри и Кабалье Barcelona (1988).

## История
Фредди Меркьюри заявлял, что Монсеррат Кабалье одна из самых красивых женщин, что он когда-либо встречал. Он очень долго восхищался её работой и потом подружился с ней.
«Барселону» Фредди написал по инициативе Монсеррат, которая попросила, чтобы он сочинил песню о её родном городе. Причём песню о Барселоне Меркьюри написал, находясь в самой Барселоне.
Композиция повествует о встрече с любимым человеком в очень красивом городе.
Соавтором песни стал Майк Моран.

## Релизы
Песня вошла в оперный альбом, которые Кабалье и Меркьюри записали вместе. Кроме того, «Барселона» вышла в 1987 году отдельным синглом. Сингл достиг 8 места в Великобритании.
В 1992 года сингл был перевыпущен в честь Олимпийских игр в Барселоне в том году. На этот раз он достиг в Великобритании 2 места.